# Gourlizon
 Gourlizons  es una comuna y población de Francia, en la región de Bretaña, departamento de Finisterre, en el Quimper y cantón de Plogastel-Saint-Germain.
Está integrada en la Communauté de communes du Haut Pays Bigouden.

## Demografía
| 511 | 531 | 623 | 851 | 922 | 835 |
| Para los censos de 1962 a 1999 la población legal corresponde a la población sin duplicidades (Fuente: INSEE [Consultar]) |     |     |     |     |     |